# Чаткальский район
Чаткальский район (кирг. Чаткал району) — район Джалал-Абадской области Кыргызстана.
Административный центр — село Каныш-Кыя.

## География
Район расположен на северо-западе области на границе с Таласской области Кыргызстана и Ташкентской областью Узбекистана.
Основная водная артерия — река Чаткал.

## История
Чаткальский район с центром в селе Джаны-Базар образован 8 февраля 1935 года в составе Киргизской АССР. С декабря 1936 года — в Киргизской ССР. В 1938—1939 годах входил в состав Джалал-Абадского округа, а с 21 ноября 1939 года — в Джалал-Абадскую область Киргизской ССР.
22 июня 1944 года Чаткальский район передан в состав вновь образованной Таласской области. В 1954 году передан в состав Джалал-Абадской области, а в 1956 году упразднён с передачей территории в Ала-Букинский район.
14 декабря 1990 года, с восстановлением Джалал-Абадской области (упразднённой в 1959 году), Чаткальский район вновь вошёл в её состав.

## Население
По данным переписи населения Кыргызстана 2009 года киргизы составляют 21 890 человек из 22 490 жителей района (или 97,3 %), узбеки — 304 человека или 1,4 %, таджики — 125 человек или 0,6 %.

## Административное деление
В состав района входят 4 аильных (сельских) округа, в которых расположены 22 сельских населённых пункта:
1. Каныш-Кыйский аильный округ: с. Каныш-Кыя (центр), Айгыр-Джал, Башкы-Терек, Коргон-Сай, Кызыл-Токой, Чакмак-Суу, Жер-Капчыгай, Кайын-Суу, Кара-Булак, Кара-Суу;
2. Сумсарский аильный округ: с. Сумсар (центр), Мончок-Добо, Шекафтар, Биримдик;
3. Терек-Сайский аильный округ: с. Терек-Сай (центр), Ак-Терек, Болуш;
4. Чаткальский аильный округ: с. Джаны-Базар (центр), Ак-Таш, Беш-Арал, Курулуш, Чандалаш.